# Kościół św. Jana Chrzciciela de la Salle w Paryżu
Kościół św. Jana Chrzciciela de la Salle (fr. Église Saint-Jean-Baptiste-de-La-Salle) – rzymskokatolicka świątynia parafialna w 15. dzielnicy Paryża, przy Rue Falguière.
Budowę rozpoczęto w 1908 lub 1909 roku na miejscu opuszczonych zabudowań fabryki Guilloout. Prace trwały do 1910.

## Architektura
Świątynia eklektyczna, trójnawowa, zaprojektowana przez Édouarda Jacquemina i wzniesiona na osi południowy wschód-północny zachód. Do fasady dobudowana jest wertykalna wieża o neoromańskich detalach, wsparta na dwóch filarach. Reszta fasady posiada neorenesansowe ozdoby. Wnętrze jest okryte białym tynkiem, również posiada detale neoromańskie. Łuk tęczowy przyozdobiony jest mozaiką, ukończoną przez Jeana Gaudina w 1935 roku.

## Galeria

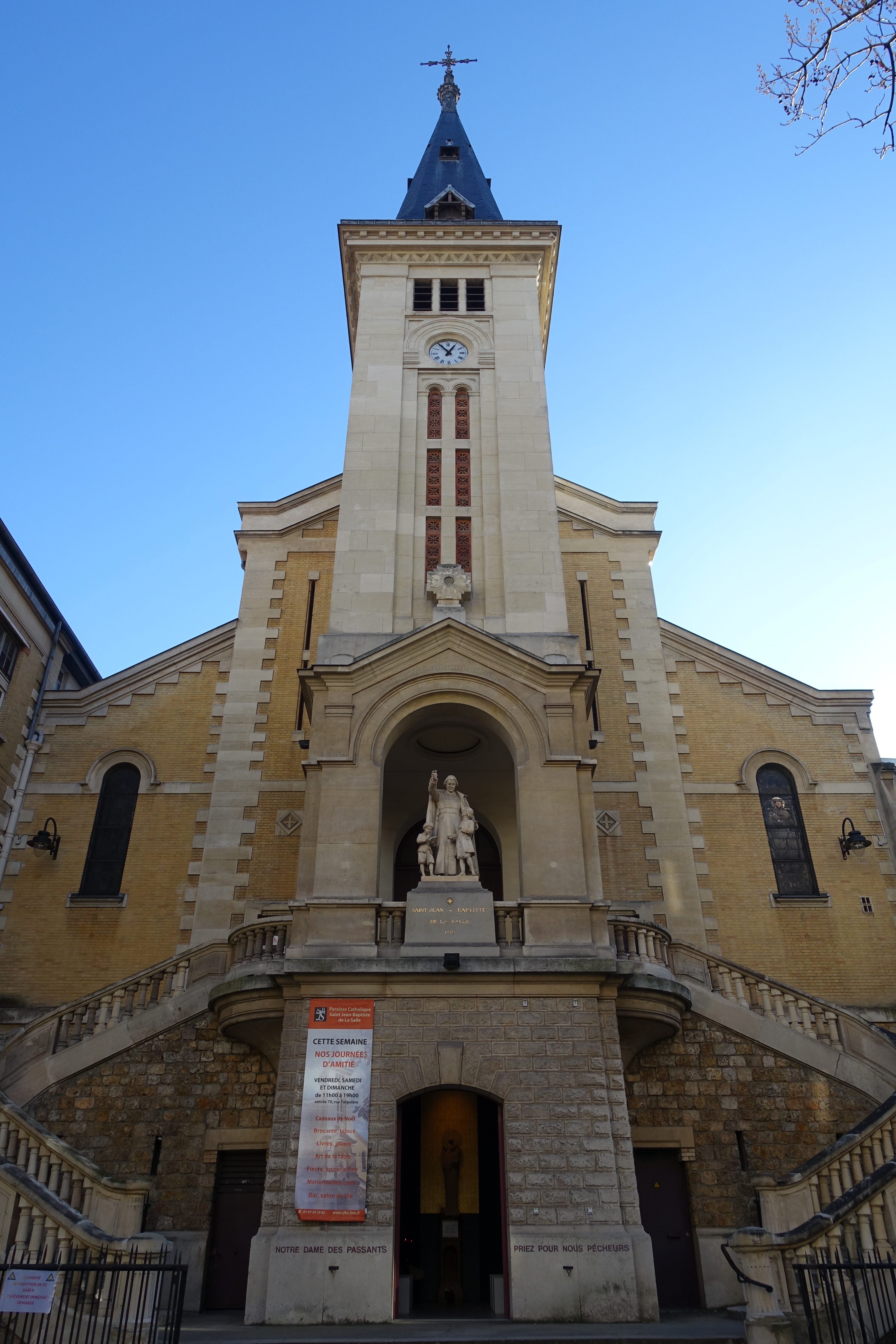
Fasada
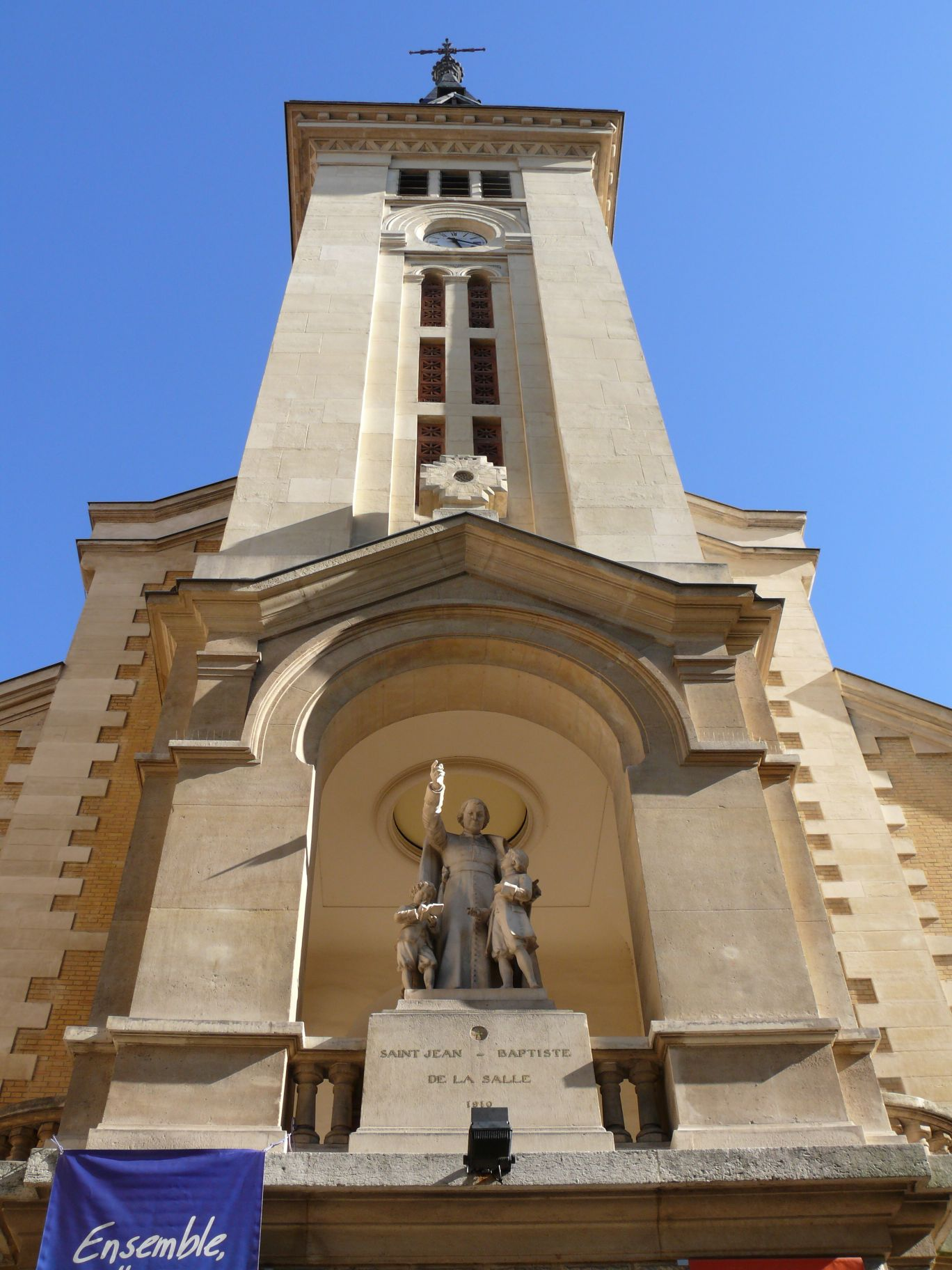
Wieża
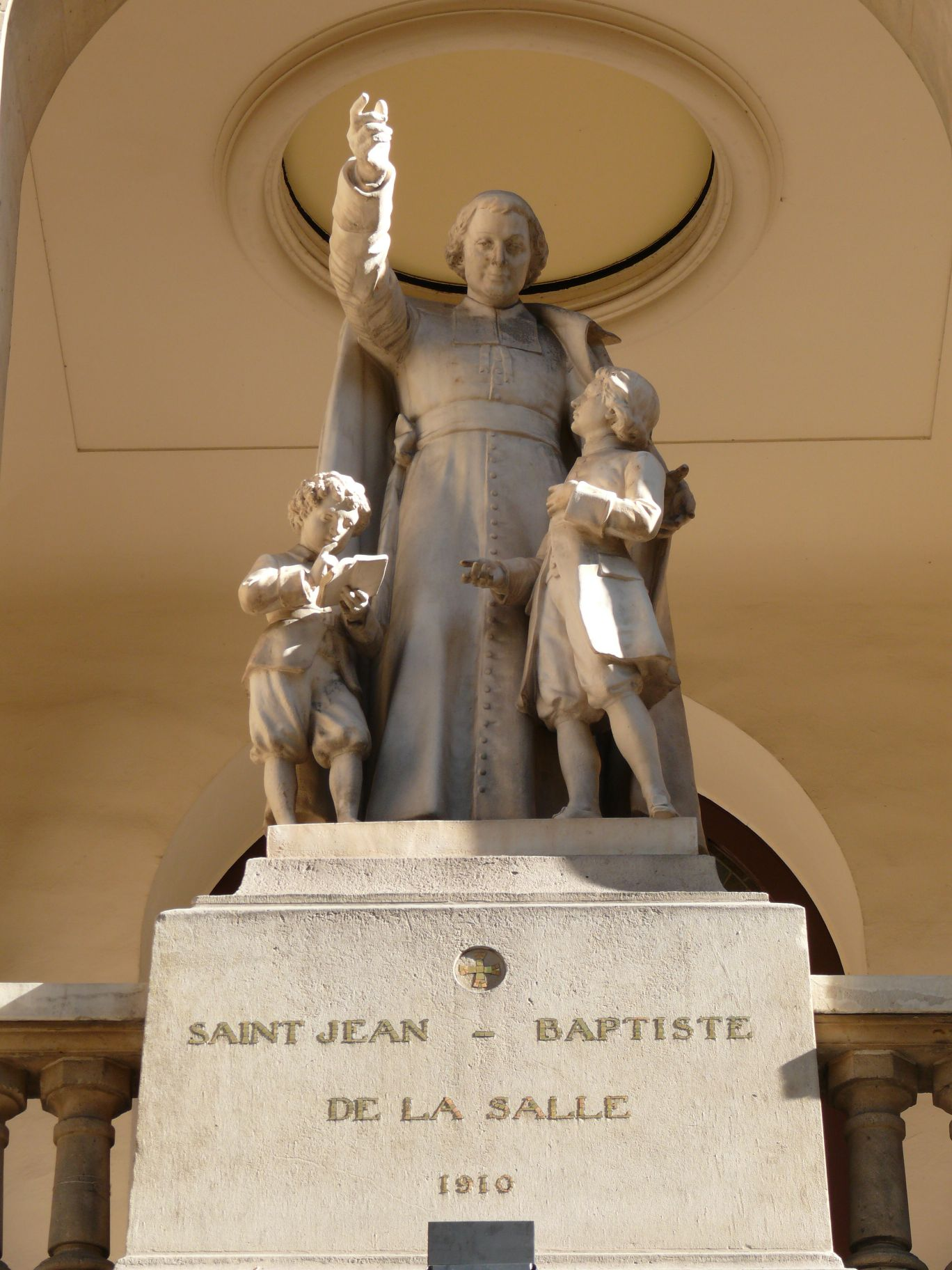
Figura św. Jana Chrzciciela de la Salle
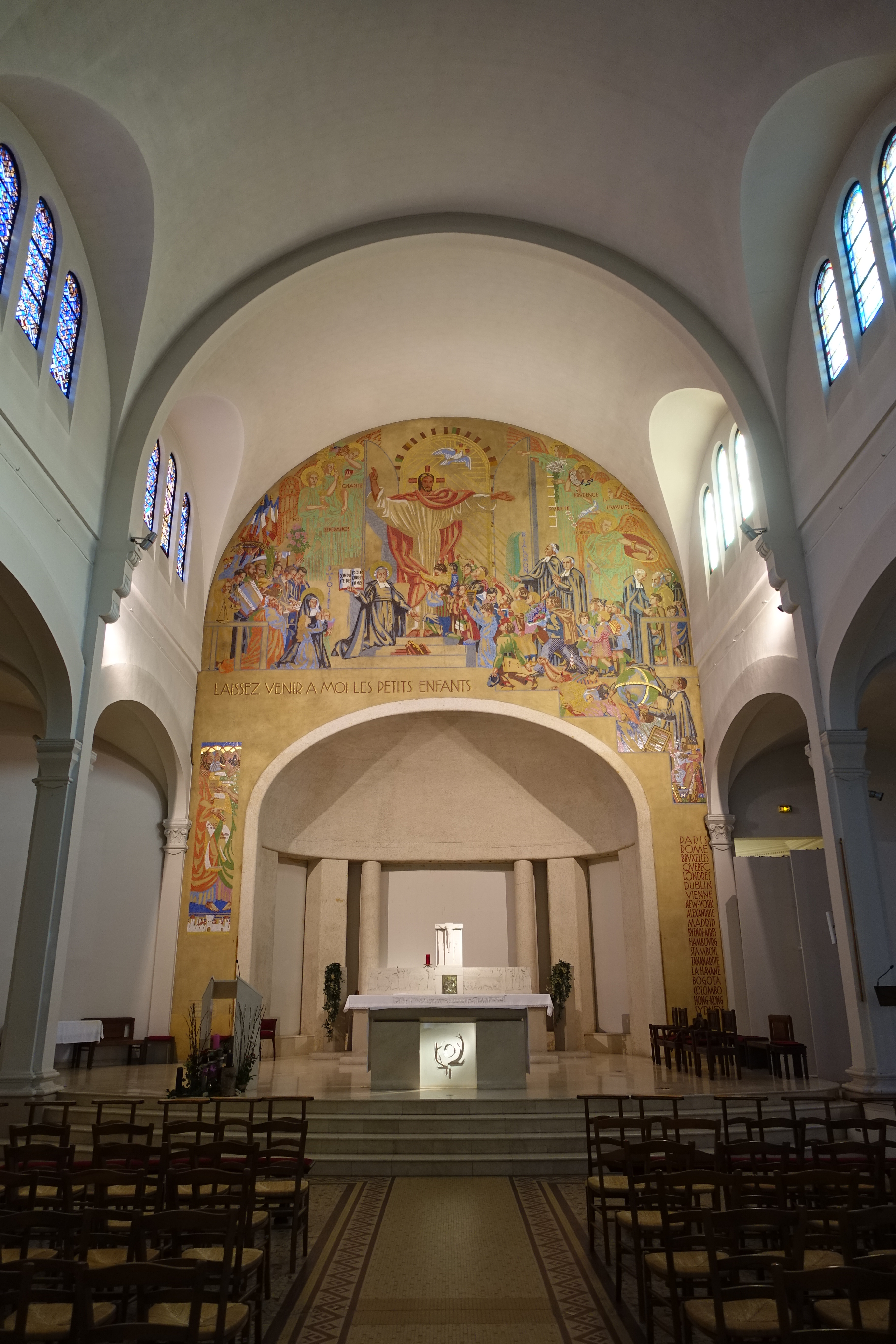
Wnętrze, widoczna mozaika w łuku tęczowym oraz absyda
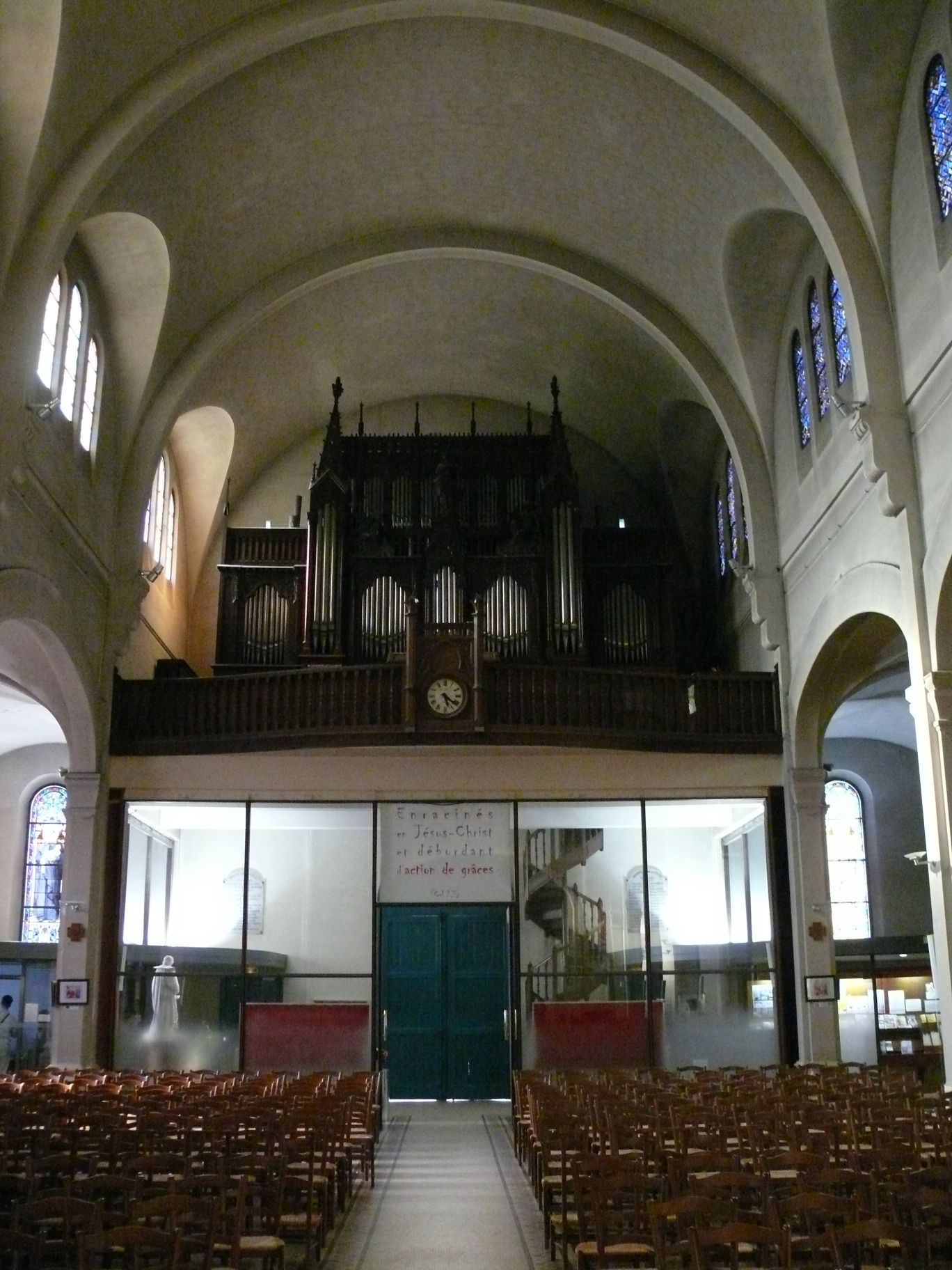
Empora i organy